# Pilar Ibern
María Pilar Ibern García (Mataró, Cataluña, España, 17 de junio de 1964) más conocida como Gavina, es una cocinera, profesora de cocina, ecochef, escritora y asesora nutricional catalana, ganadora de tres premios Gourmand World Cookbook.

## Biografía
María Pilar Ibern García nació en Mataró, Cataluña, España, el 17 de junio de 1964. Desde muy joven se interesó por la ecología y la alimentación. A partir de los 20 años es cuando se decide a dedicarse profesionalmente al arte gastronómico. Desde entonces y hasta en la actualidad, imparte talleres de cocina, showcookings y conferencias sobre alimentación saludable en diferentes espacios. También realiza asesoramientos nutricionales en su consulta privada. Además, difunde su pasión por la cocina en diferentes medios de comunicación: radio, televisión y prensa. Ha colaborado con revistas de alimentación y salud como Vital, Bio EcoActual, Cuerpo y mente... Ha escrito 8 libros de cocina vegetariana, tres de los cuales han sido galardonados con el premio Gourmand World Cookbook, ¿Un banquete? ¡Naturalmente!, Las 69 recetas más afrodisíacas de la cocina vegetariana y Recetas vegetarianas para grandes ocasiones. Desde septiembre de 2016 colabora quincenalmente los lunes a las 18.30h en el programa de Radio 4 Anem de tarda, donde tiene una sección propia: La cuina de la felicitat. 

## Libros

### Autora
- "¿Un banquete? ¡Naturalmente!" (en castellano) (2002)
- "Cómo hacer pan: Recetas sencillas de cuarenta clases distintas de pan" (en castellano) (2002)
- "Todos a la mesa"/"Tots a taula" (en castellano y en catalán) (2005)
- "Las 69 recetas más afrodisíacas de la cocina vegetariana" (en castellano) (2010)
- "Recetas vegetarianas para grandes ocasiones" (en castellano) (2011)
- "Las 100 recetas más rápidas de la cocina vegetariana"/"Les 100 receptes més ràpides de la cuina vegetariana" (en castellano y en catalán) (2012)
- "Las 101 recetas más saludables para vivir y sonreír" (en castellano) (2016)[4]

### Colaboraciones
- "El libro de la cocina natural" (en castellano)  (1988)
- "Algas de Galicia, alimentos y salud" (en castellano) (2002)

## Premios y nominaciones

### Gourmand World Cookbook
| Año  | Categoría                                                   | Obra                                                     | Resultado |
| ---- | ----------------------------------------------------------- | -------------------------------------------------------- | --------- |
| 2011 | Mejor libro de cocina vegetariana en lengua española        | Recetas vegetarianas para grandes ocasiones              | Ganadora  |
| 2010 | Mejor libro de cocina de entretenimiento en lengua española | Las 69 recetas más afrodisíacas de la cocina vegetariana | Ganadora  |
| 2003 | Mejor libro de cocina vegetariana en lengua española        | ¿Un banquete? ¡Naturalmente!                             | Ganadora  |